# レックス・ザ・ラント
レックス・ザ・ラント（Rex the Runt）はイギリスのクレイアニメ。

## 概要
主人公レックス達4匹の犬が様々な冒険をするアードマン・アニメーションズ製作のクレイアニメ。イギリスのBBCで98～01年にかけて2シーズン26話が放送される。日本では01年にWOWOWで第1シーズンのみ放送。キャラクターは89年の短編「アイデントの正体」（ident）に登場した犬が元で、91年に「チビのレックス～夢～」「チビのレックス～恐竜はなぜ絶滅したか～」が製作される。この時点でメインキャラクターの4匹の犬は完成していた。

## 登場人物
レックス達4匹を含め登場人物の多くが犬で構成されている。また、粘土であることをネタにし、扇風機の風でバラバラになる、体が混ざるなどしている。

### メインキャラクター
レックス（Rex）
声 - アンドリュー・フランクス→コリン・ロート（第2シーズン）/吹替:平田広明
本作の主人公。薄紫色の犬。毎回オープニングで「ハロー、僕レックス。僕の世界にようこそ」（「僕のミンチにようこそ」「僕のボロボロの世界にようこそ」と発言する場合も）と視聴者に挨拶をする。ニュース番組風のスタジオで司会進行を勤めることもある。いろいろ騒ぎを起こし、同居する3匹を巻き込む。宇宙人にさらわれたり、ジェットバスと間違えてミンチ機に入りパスタ状になりヴィンスに追い掛け回されたりひどい目にも遭いまくっている。また、賞金を手に入れないと家が破産するのではないかと心配し、「レキシー・ミュージック」を結成して賞金を手に入れようと企むも、ウサギのグループに邪魔されて優勝を逃した。
ウェンディ（Wendy）
声 - エリザベス・ハドレー/安達忍
4匹の紅一点。ピンク色。頭にはリボンをつけている。乱暴な面があり、ヴィンスを撃って逮捕されたことがある（その後裁判で無罪を勝ち取る）。人を尻で評価し、コンテストに出場した際のライバルのウサギのグループを気に入る。姉（映ったのは後姿のみ）がおり、たまに遊びにいき、愚痴を聞いてもらっている。
バッド・ボブ（Bad Bob）
声 - ケビン・レンチ→チャールズ・ジェファーズ（第2シリーズ）/立木文彦
体が大きい茶色の犬。眼帯をしているがよく位置が変わる。常に拳銃を携帯している。体が大きいためデブとよく言われるが、そのたびに「骨太なんだ」と否定する。その体を売り、目鼻、口、眼帯だけになって戻ってきたことがある。発明家の面を持ち、ブリキ缶、ヘリコプターの残骸、パンツのゴムで6秒前まで戻れるタイムマシンまで作り出した。また、祖母直伝の技、止まらなかったヴィンスのしゃっくりを止め、レックスの薦めで医師をしたこともある。
ヴィンス
声 - スティーブ・ボックス/樫井笙人
好物はジャムや宇宙論、口癖は「火曜日」の謎に包まれたオレンジ色の犬。「パヴァロッティ病」を患っているため、時と場所を選ばず歌いだす。醤油を飲むとラリってしまう。通販の掃除機に一目惚れし購入後結婚式まで挙げる。

### サブキャラクター
ドッグ博士（Doctor Dogg）
声 - ポール・メルトン/麦人
いいかげんで傲慢な医者の犬。しゃっくりが止まらない患者は殴るなどまともな治療をしないがいかなる場合でも診察料に10ポンドを要求する。
アーサー・ミーゴ（Arthur Dustcart）
声 - アーサー・スミス/ピエール瀧
ゴミ収集係。この職業には誇りをもっている。パスタ状になり捨てられたレックスを発見した際、レックスで儲けようと企んだ。過去にワングルやソーセージ・ジョニーとバンドを組んでいた。
ブルーマーズ（Mrs.Bloomers）
声 - モーウェナ・バンクス/SILVA
レックスらがヴィンスを預けようとしたペットホテルの主人の犬。語尾には「〜ザマス」とつける。ヴィンスがチワワを丸呑みにしたため追い出す。
フォーマル（Mr Formal）
声 - ボブ・ホーネス/梅津秀行
銀行員の犬。その姿から、体が大きいように見えるが、実はスーツが大きいだけ。4匹が銀行に来た際ボブはやはり銃を持っており、このため4匹を銀行強盗と思い込む。
モンスター
声 - すずき紀子
家中の食べられるもの（それ以外に髪の毛なども）をミキサーにかけた結果誕生した怪物。ダンスを披露したあとヴィンスに食べられてしまう。
ロボット
宇宙のサービス・ステーションでウェイターを勤めるロボット。だが出す料理はチキン料理のみ。しかもただ焼いただけのもの。
宇宙人
声 - エディ・イザード
宇宙サービスステーションの客。体の一部を汗のように垂らしている。4匹にブラックホールに注意しろと警告する。
マンデルブロツカ先生
声 - キャシー・バーク
元数学教師だが本人曰く「いろいろウザくて」辞めている。現在はブラックホールの中を掃除している。レックスは彼女の足を舐め「どっかで舐めた味だ」と発言。顔がレックス達と似ているが単眼で鼻もない。
ワングル（Mr.Wangle）
声 - スタンリー・アンウィン/なぎら健壱
レックスに破産を宣告した公認会計士。ソーセージ・ジョニーらとバンドを組んでいたがその後ジョニーに才能（歌声）を奪われるという過去がある。
イースター島の宇宙人
声 - エディ・イザード/藤原啓治（ケビン）、落合弘治（リック）
4匹の乗ったヘリが不時着した島にいた異星人。姿はモアイ像そのものだが目や舌がついている。3人おり、ケビン、リック、ダミアンと名前がある。彼らは故郷のスリブ星で見世物にするためレックスを誘拐する。
ヘンテコ巡査（Constable Funnyname）
声 - サイモン・デイ/大槻ケンヂ
ヴィンスを撃ったウェンディを逮捕しに来た警官。だが裁判では真面目に証言せずウェンディを無罪にしてしまう。その後「うさんくさー・バージル・スター誕生コンテスト」に出場していた。
パイクレット判事（Judge Pikelet）
声 - ジューン・ウィットフィールド
ウェンディの裁判を担当した判事。裁判中眠る癖がある。
ソーセージ・ジョニー（Johnny Saveloy）
声 - ボブ・モンクハウス/落合弘治
ソーセージそのものの姿をした男。自身の主宰する「ケミカル教」の教祖で、芸能界のスターでもあるが、瓶詰めにして保存してある他人の才能を使っていた。
ウォレス（Wallace）
声 - 落合弘治
『ウォレスとグルミット』よりカメオ出演。また、第1シーズン11話でウォレスとグルミットの名が書かれた瓶が置かれていた。

### メカ、生物以外
- 潜水艦

レックスがフリーマーケットで購入。かなり小さめだがヴィンスの病気を治すため頭の中に入る際にミクロビームでさらに小さくする。そのためか「耳の穴誘導装置」が搭載されている。
- ミクロビーム

なんでも小さくできる光線発射装置でボブの発明品。潜水艦や街を小さくした。
- ヘリコプター

ボブがブリキ缶などで作ったヘリ。パンツのゴムで動いている。後に改造されタイムマシンにまでなる。
- 地球

北極に穴が開き風船のように飛び回る地球。誰がつけたのか、ハンドル、ハンドブレーキを装備し、乗り物のようになった。
- 街

宝クジでバーミンガムが当たり、ミクロビームで小さくして持っていく。意思を持ち、芸も披露。その後コペンハーゲンなどほかの街も無断で持ち帰る。